# Dendrocitta formosae
Dendrocitta formosae е вид птица от семейство Вранови (Corvidae).

## Разпространение
Видът е разпространен в Бангладеш, Бутан, Виетнам, Индия, Китай, Лаос, Мианмар, Непал, Пакистан, Тайланд и Хонконг.